# Église Saint-Laurent d'Ornans
Pour les articles homonymes, voir Église Saint-Laurent et Saint-Laurent.
L'église Saint-Laurent est une église catholique située à Ornans, en France.

## Localisation
L'église est située dans le département français du Doubs, dans la commune d'Ornans, rue Saint-Laurent.

## Historique
L'édifice est classé au titre des monuments historiques en 1931.

## Images

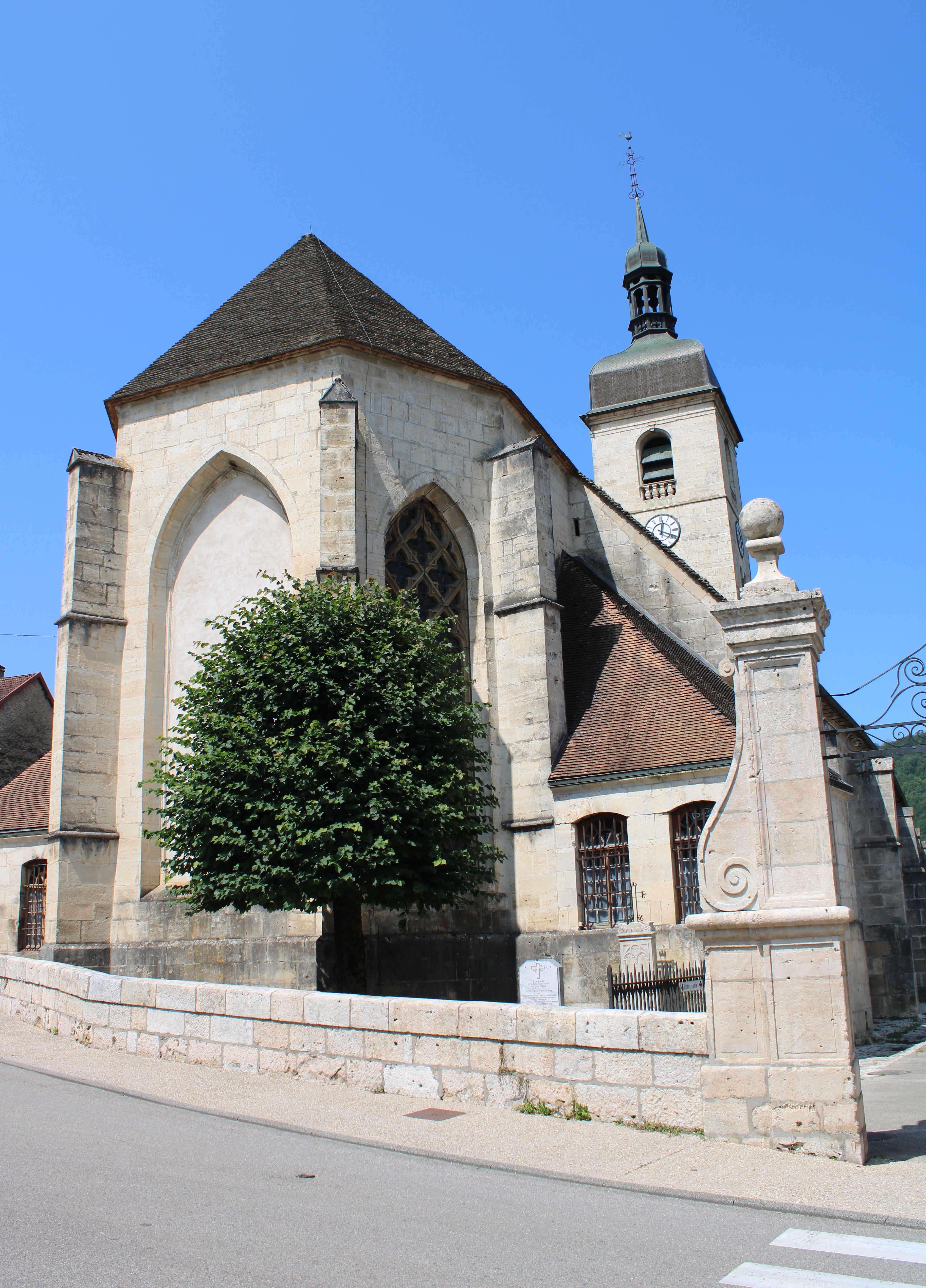
Vue extérieure: le chœur.
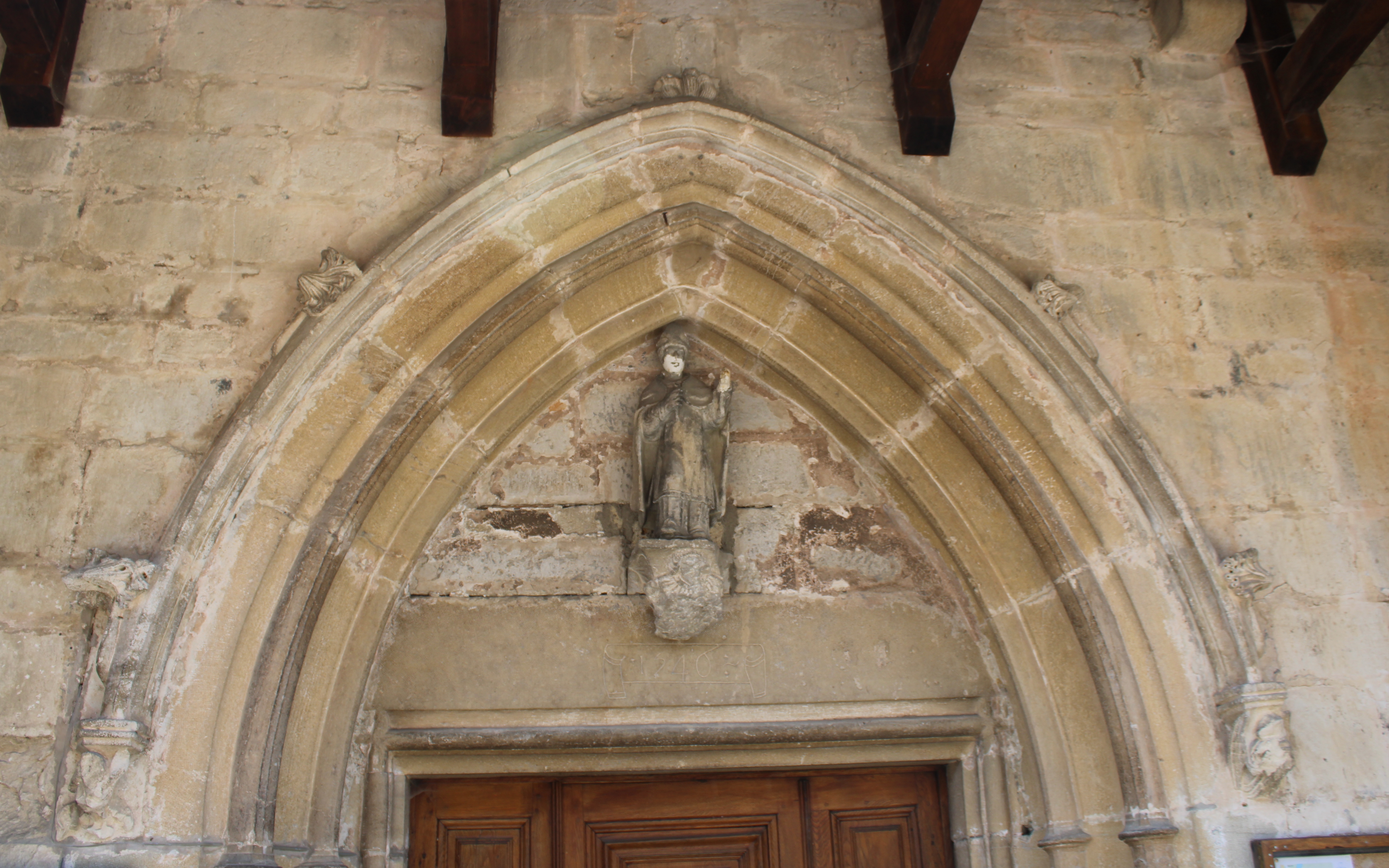
Le porche latéral.
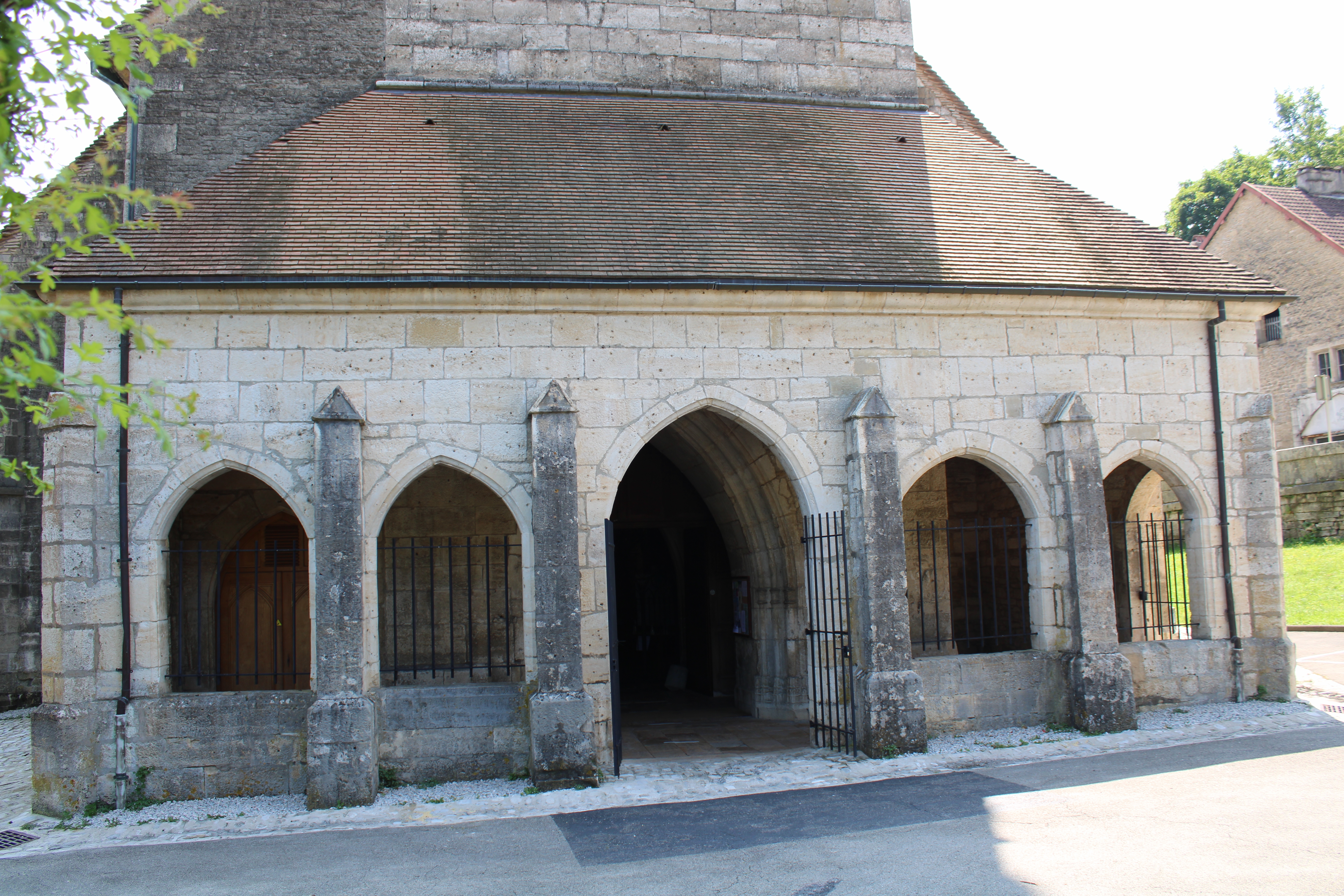
Le porche couvert de l'entrée principale.
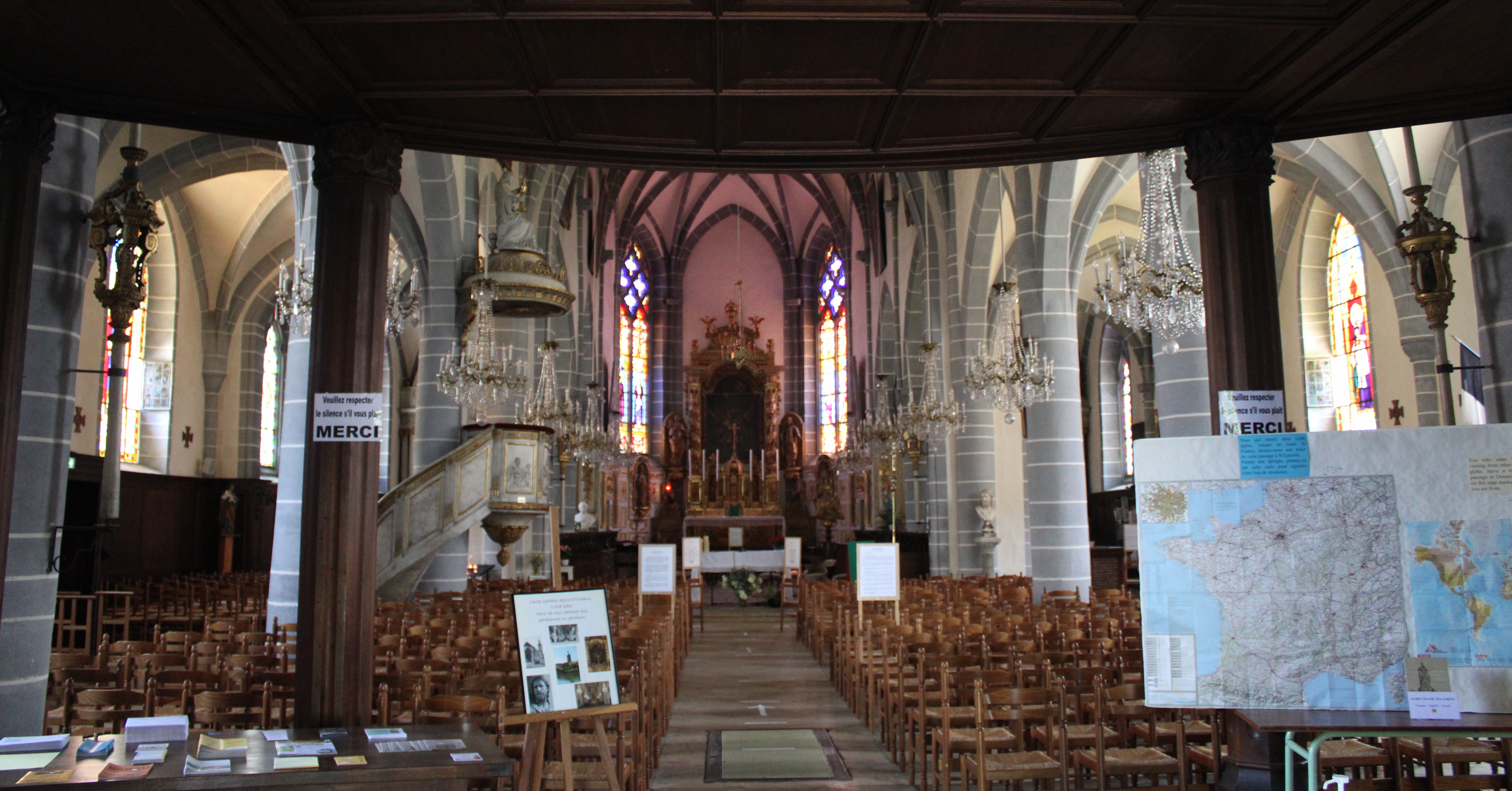
Intérieur de l'église.
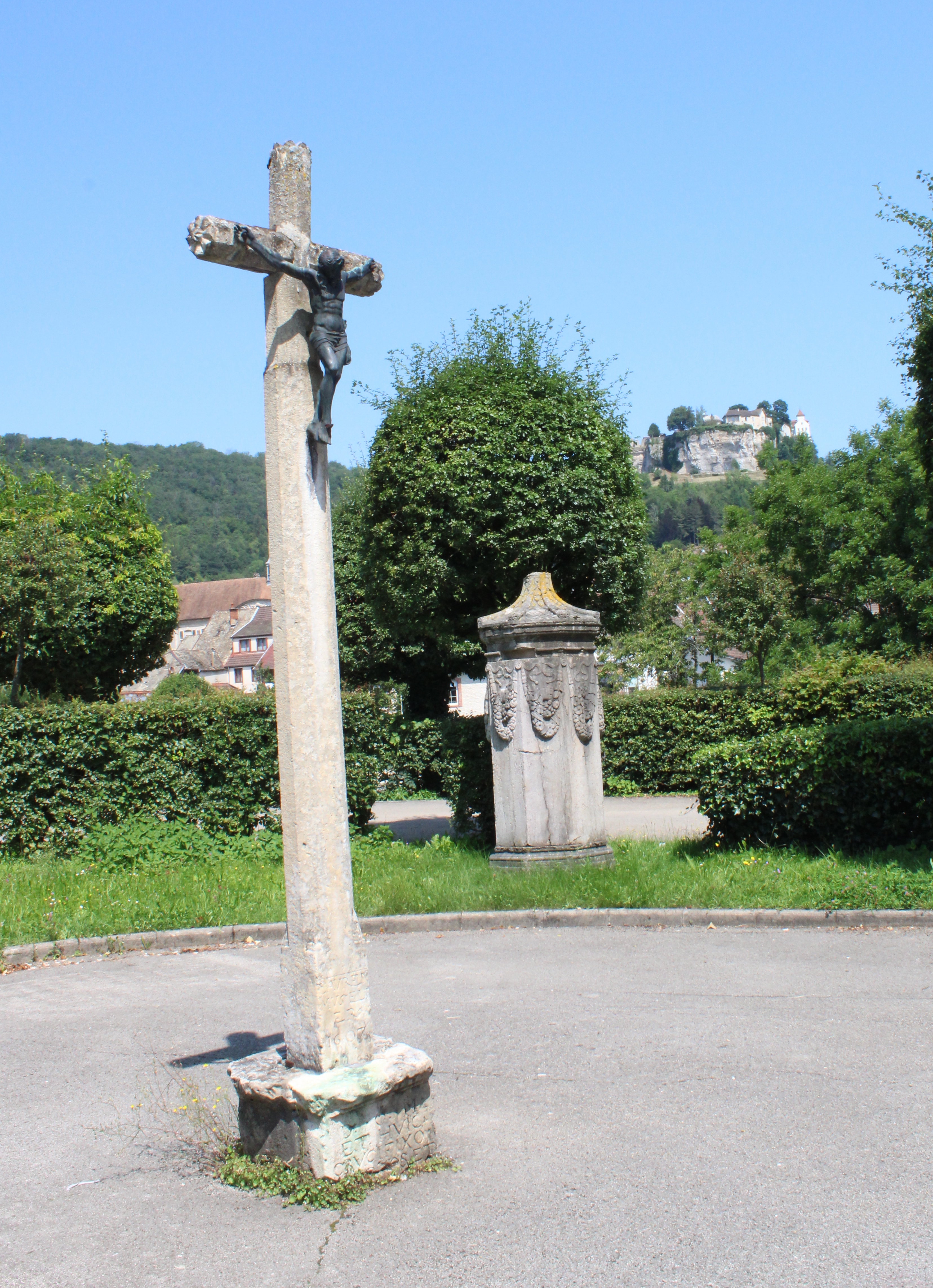
Le calvaire sur le parvis de l'église.